# Arturo Ciacelli
Arturo Ricciotto Remo Ciacelli, född 28 maj 1883 i Arnara i Latium i provinsen Frosinone i mellersta Italien, död 6 juli 1966 i Venedig, var en italiensk målare och grafiker.
Han var son till mosaikarbetaren C. Ciacelli och Adele Cosatti samt från 1909 gift med Elsa Ström-Ciacelli och far till Remo Ciacelli.

## Studier i Rom
Ciacelli studerade vid Accademia di Francia och Accademia di belle arti i Rom samt litteraturhistoria vid Roms universitet. Samtidigt var han verksam som teater- och dekorationsmålare. Efter avslutade studier i Rom sökte han sig till Frankrike där han studerade för Robert Delaunay.

## Futurist, gallerist och konsthandlare i Sverige
I Sverige ställde han ut separat på Lunds universitet 1912 (14 januari - 4 februari 1912) och på konstgalleriet Salong Joël på Hamngatan 16 i Stockholm 1913 (28 mars - 15 april 1913) och år 1920. Tillsammans med sin fru ställde han ut på Svensk-franska konstgalleriet 1928. Han medverkade också på den Baltiska utställningen i Malmö 1914. Han var verksam som föreståndare för galleriet Nya konstgalleriet på Strandvägen 9 i Stockholm 1915–1921, Stockholms nya galleri för modern konst. Han var känd för att på ett alltför modernt sätt skildra män och kvinnor med fyra eller åtta armar och ben. Han var bosatt i Stockholm med talrika avbrott för arbetsresor till 1930, då han lämnade Sverige.

## Paris och Wien
1930–1933 var han verksam i Paris där han gav ut konsttidskriften L'époque Nouvelle och en rad uppsatser om konst i italienska och franska tidskrifter. Han var lärare vid en italiensk målarskola i Wien 1939–1941.

## Nattklubben Grotta Azurra
Under åren 1923-1943 var nattklubben Grotta Azurra (ital. Grotta Azzurra) ett populärt tillhåll för konstnärer, författare och skådespelare. Det var en sluten nattklubb på Grev Magnigatan 5 på Östermalm i Stockholm. På 1920- och 1930-talen bytte nattklubben ofta namn och ägare. 
Klubben startades av futuristen Arturo Ciacelli, gift med konstnären Elsa Ström-Ciacelli, under namnet Circolo Italiano. Efter sju framgångsrika år lämnade han över driften till restaurangmannen Olof Linder, som i sin tur 1937 överlät klubben till kyparen Werner Zellgren. Den skulle komma att byta namn många gånger, till Caverna Artium, Internationella Konstcirkeln, Sällskapet Esteta och Föreningen Konstnärscirkeln. Men det mest bestående namnet blev Grotta Azurra (den blå grottan). Många celebriteter tillbringade nätterna på Sveriges första "svartklubb". Evert Taube brukade hänga där, även om stället skrämde honom en smula. Jussi Björling sjöng där ibland. Nils Ferlin, Vilhelm Moberg och Pär Lagerkvist var andra omtalade stamgäster. "De ville inte att natten skulle ta slut", enligt Kristina Lejdström, som skrivit en bok om Sveriges första "svartklubb".